# 蘭道夫 (密西西比州)
蘭道夫（英語：Randolph）是位於美國密西西比州龐托托克縣的普查規定居民點。

## 人口
根據2020年美國人口普查的數據，蘭道夫的面積為4.10平方千米，皆為陸地。當地共有人口197人，而人口密度為每平方千米48.05人。